# Гликогенолиз
Гликогено́лиз — биохимический процесс расщепления гликогена до глюкозо-6-фосфата, и далее, в ряде случаев, до глюкозы.  Осуществляется главным образом в печени и скелетных мышцах. Основная задача гликогенолиза — поддержание в организме на постоянном уровне содержания доступных источников энергии: глюкозы в крови и глюкозо-6-фосфата в скелетных мышцах. Регуляция гликогенолиза осуществляется совместно с регуляцией гликогеногенеза, эти два процесса протекают попеременно, в печени — в зависимости от уровня глюкозы в крови, в мышцах — от наличия или отсутствия мышечной активности. Важнейшими гормонами, участвующими в регуляции гликогеногенеза, являются инсулин, глюкагон и адреналин.

## Механизм и значение

Схема гликогенолиза. Цепь гликоненов ,находящаяся в горизонтальном положении(жёлтые) соеденяются между углеродами С1 и С4 другой глюкозы, разветвление глюкозы (оранжевый) происходит в области углеводов С1-С6.

Гликоген, запасаемый в тканях животных, и крахмал, запасаемый растениями, могут быть мобилизованы клеткой для получения энергии при помощи гликогенолиза — фосфоролитической реакции, осуществляемой, прежде всего, ферментами гликогенфосфорилазой (или крахмалфосфорилазой у растений). Эти ферменты катализируют атаку неорганическим фосфатом (α1→4) гликозидной связи, соединяющей два крайних остатка глюкозы на неветвящемся конце, в результате чего образуется глюкозо-1-фосфат и глюкозный полимер, содержащий на 1 глюкозный остаток меньше исходного (к расщеплению (α1→6)-гликозидных связей они не способны). Часть энергии гликозидной связи при этом запасается эфирной связи, соединяющей фосфат с глюкозой в глюкозо-1-фосфате. Гликогенфосфорилаза (или крахмалфосфорилаза) продолжает отщеплять по одному глюкозному остатку до тех пор, пока она не дойдёт до последних четырёх глюкозных остатков на пути к точке ветвления полисахарида (т. е. гликозидной связи (α1→6)), где фермент останавливает свое действие. Далее в работу вступает олигосахарилтрансфераза, которая переносит три глюкозных остатка, ближних к концу неветвящегося участка, на нередуцирующий конец цепи и таким образом удлиняет её. Оставшийся фрагмент глюкозы, соединённый с основной неветвящейся цепью (α1→6)-гликозидной связью, отщепляется (α1→6)-гликозидазой в виде свободной глюкозы, которая далее также фосфорилируется до глюкозо-6-фосфата при участии фермента гексокиназы. 
Образовавшийся при отщеплении глюкозных остатков глюкозо-1-фосфат переводится в глюкозо-6-фосфат ферментом фосфоглюкомутазой, катализирующим обратимую реакцию:
Глюкозо-1-фосфат ⇌ глюкозо-6-фосфат.
Механизм действия этого фермента такой же, как у фосфоглицератмутазы. Образующийся в ходе этой реакции глюкозо-6-фосфат в печени под действием глюкозо-6-фосфатазы распадается на фосфат и глюкозу, которая поступает в кровь. Так обеспечивается главная функция содержащегося в печени гликогена, состоящая в поддержании постоянного уровня глюкозы (3,3—3,5 ммоль) в крови в интервалах между приёмами пищи для использования её другими органами, прежде всего мозгом. По прошествии 10—18 часов после приёма пищи запасы гликогена в печени значительно истощаются, а голодание в течение 24 часов приводит к полному их исчерпанию. В мышцах глюкозо-6-фосфатаза отсутствует, а для фосфорилированной глюкозы клеточная мембрана непроницаема, поэтому она используется только в мышечных клетках и гликоген мышц обеспечивает энергией только сами мышцы. В мышцах глюкозо-6-фосфат вовлекается в катаболизм (гликолиз или пентозофосфатный путь) или превращается в лактат. 
Описанная выше ситуация характерна лишь для гликогена и крахмала, запасённых внутри клетки. Фосфоролиз в пищеварительном тракте гликогена и крахмала, поступающих в организм с пищей, не имеет никаких преимуществ перед обычным гидролизом: так как клеточные мембраны непроницаемы для фосфатов сахаров, образующийся при фосфоролизе глюкозо-6-фосфат необходимо сначала превратить в обычный сахар. При гидролизе, осуществляемом, например, пищеварительным ферментом α-амилазой, частицей, атакующей гликозидную связь, является вода, а не неорганический фосфат.

## Регуляция
Регуляция гликогенолиза осуществляется совместно с гликогеногенезом (образованием гликогена) по типу переключения. Это переключение происходит при переходе из абсорбтивного состояния в постабсортивное, а также при смене состояния покоя на режим физической работы. В печени оно осуществляется при участии гормонов инсулина, глюкагона и адреналина, а в мышцах — инсулина и адреналина. Их действие на синтез и распад гликогена опосредовано изменением в противоположном направлении активности двух ключевых ферментов: гликогенсинтазы (гликогеногенез) и гликогенфосфорилазы (гликогенолиз) при помощи их фосфорилирования/дефосфорилирования.